# Urtica helanshanica
Urtica helanshanica är en nässelväxtart som beskrevs av W.Z. Di och W.B. Liao. Urtica helanshanica ingår i släktet nässlor, och familjen nässelväxter. Inga underarter finns listade i Catalogue of Life.